# Copa Mundial Junior de Hockey Masculino de 1997
La VI Copa Mundial Junior de Hockey Masculino se realizó del 17 al 28 de septiembre de 1997 en Milton Keynes, Inglaterra.
Australia ganó su primer título mundial de la categoría al derrotar en la final a India por 3-2.

## Primera fase

### Grupo A
| Equipo       | J | G | E | P | GF | GC | Dif. | Pts. |
| ------------ | - | - | - | - | -- | -- | ---- | ---- |
| Australia    | 5 | 3 | 2 | 0 | 18 | 6  | 12   | 11   |
| India        | 5 | 3 | 1 | 1 | 19 | 9  | 10   | 10   |
| España       | 5 | 3 | 1 | 1 | 14 | 7  | 7    | 10   |
| Países Bajos | 5 | 2 | 1 | 2 | 13 | 11 | -2   | 7    |
| Bélgica      | 5 | 1 | 1 | 3 | 8  | 13 | -5   | 4    |
| Cuba         | 5 | 0 | 0 | 5 | 5  | 31 | -26  | 0    |

| 17 de septiembre de 1997 | Australia | 8:2 | Cuba |  |  |

| 18 de septiembre de 1997 | España | 3:2 | India |  |  |

| 18 de septiembre de 1997 | Países Bajos | 2:2 | Bélgica |  |  |

| 19 de septiembre de 1997 | España | 6:1 | Cuba |  |  |

| 19 de septiembre de 1997 | Australia | 3:1 | Bélgica |  |  |

| 19 de septiembre de 1997 | India | 3:2 | Países Bajos |  |  |

| 21 de septiembre de 1997 | Bélgica | 1:0 | Cuba |  |  |

| 21 de septiembre de 1997 | Australia | 2:2 | India |  |  |

| 21 de septiembre de 1997 | Países Bajos | 1:0 | España |  |  |

| 22 de septiembre de 1997 | India | 8:0 | Cuba |  |  |

| 23 de septiembre de 1997 | Australia | 4:0 | Países Bajos |  |  |

| 23 de septiembre de 1997 | España | 4:2 | Bélgica |  |  |

| 24 de septiembre de 1997 | Países Bajos | 8:2 | Cuba |  |  |

| 24 de septiembre de 1997 | Australia | 1:1 | España |  |  |

| 24 de septiembre de 1997 | India | 4:2 | Bélgica |  |  |

### Grupo B
| Equipo     | J | G | E | P | GF | GC | Dif. | Pts. |
| ---------- | - | - | - | - | -- | -- | ---- | ---- |
| Alemania   | 5 | 4 | 0 | 1 | 15 | 9  | 6    | 12   |
| Inglaterra | 5 | 3 | 0 | 2 | 12 | 10 | 2    | 9    |
| Pakistán   | 5 | 2 | 2 | 1 | 16 | 10 | 6    | 8    |
| Argentina  | 5 | 2 | 2 | 1 | 12 | 12 | 0    | 8    |
| Japón      | 5 | 1 | 0 | 4 | 8  | 14 | -6   | 3    |
| Egipto     | 5 | 0 | 2 | 3 | 7  | 15 | -8   | 2    |

| 17 de septiembre de 1997 | Pakistán | 1:1 | Egipto |  |  |

| 17 de septiembre de 1997 | Inglaterra | 3:2 | Japón |  |  |

| 17 de septiembre de 1997 | Alemania | 5:1 | Argentina |  |  |

| 18 de septiembre de 1997 | Inglaterra | 4:1 | Egipto |  |  |

| 18 de septiembre de 1997 | Pakistán | 3:3 | Argentina |  |  |

| 19 de septiembre de 1997 | Alemania | 3:1 | Japón |  |  |

| 20 de septiembre de 1997 | Argentina | 2:2 | Egipto |  |  |

| 20 de septiembre de 1997 | Alemania | 1:0 | Inglaterra |  |  |

| 20 de septiembre de 1997 | Pakistán | 5:1 | Japón |  |  |

| 22 de septiembre de 1997 | Japón | 4:2 | Egipto |  |  |

| 22 de septiembre de 1997 | Pakistán | 6:2 | Alemania |  |  |

| 22 de septiembre de 1997 | Argentina | 5:2 | Inglaterra |  |  |

| 23 de septiembre de 1997 | Argentina | 1:0 | Japón |  |  |

| 23 de septiembre de 1997 | Inglaterra | 3:1 | Pakistán |  |  |

| 24 de septiembre de 1997 | Alemania | 4:1 | Egipto |  |  |

## Fase final

### Del 9° al 12°
| 27 de septiembre de 1997 | Cuba | 5:4 (t.s.) | Japón |  |  |

| 27 de septiembre de 1997 | Egipto | 4:2 | Bélgica |  |  |

### Decimoprimer puesto
| 28 de septiembre de 1997 | Japón | 5:3 | Bélgica |  |  |

### Noveno puesto
| 28 de septiembre de 1997 | Egipto | 3:2 (t.s.) | Cuba |  |  |

### Del 5° al 8°
| 26 de septiembre de 1997 | Argentina | 3:0 | España |  |  |

| 26 de septiembre de 1997 | Pakistán | 5:2 | Países Bajos |  |  |

### Séptimo puesto
| 27 de septiembre de 1997 | Países Bajos | 5:4 | España |  |  |

### Quinto puesto
| 27 de septiembre de 1997 | Pakistán | 4:2 | Argentina |  |  |

### Semifinales
| 26 de septiembre de 1997 | India | 4:3 (t.s.) | Alemania |  |  |

| 26 de septiembre de 1997 | Australia | 2:1 | Inglaterra |  |  |

### Tercer puesto
| 28 de septiembre de 1997 | Alemania | 4:2 | Inglaterra |  |  |

### Final
| 28 de septiembre de 1997 | Australia | 3:2 | India |  |  |

| Bandera de Australia |
| Campeón Australia    |
| Primer título        |

## Posiciones
| Posición | Equipo       |
| -------- | ------------ |
| 1        | Australia    |
| 2        | India        |
| 3        | Alemania     |
| 4        | Inglaterra   |
| 5        | Pakistán     |
| 6        | Argentina    |
| 7        | Países Bajos |
| 8        | España       |
| 9        | Egipto       |
| 10       | Cuba         |
| 11       | Japón        |
| 12       | Bélgica      |